# Petr Bartes
Petr Bartes (* 4. října 1976, Brno) je český fotbalista, který v nejvyšší soutěži odehrál 8 utkání. Ve druhé lize odehrál 66 utkání, v nichž vstřelil 6 branek. Kariéru ukončil v nižší rakouské soutěži v klubu SK Wullersdorf.

## Škola
- Gymnázium Brno, třída Kapitána Jaroše – maturita v roce 1995[2]